# Parallelia postica
Parallelia postica är en fjärilsart som beskrevs av Alfred Ernest Wileman och South 1918. Parallelia postica ingår i släktet Parallelia och familjen nattflyn. Inga underarter finns listade i Catalogue of Life.